# Schloss Neidstein
Das Schloss Neidstein ist ein Schloss des 16. Jahrhunderts im Gemeindegebiet von Etzelwang im Landkreis Amberg-Sulzbach in der bayerischen Oberpfalz. Die Anlage wird als Bodendenkmal unter der Aktennummer D-3-6435-0148 im Bayernatlas als „archäologische Befunde des Mittelalters und der frühen Neuzeit im Bereich des Schlosses und der Burgruine Neidstein“ geführt. Ebenso ist sie unter der Aktennummer D-3-71-140-18 als denkmalgeschütztes Baudenkmal von Neidstein verzeichnet.
Burg bzw. später Schloss Neidstein war Sitz einer Hofmark im Landrichteramt Sulzbach im Herzogtum Sulzbach. Zu ihr gehörten 1790 Höfe in den Orten Albersdorf, Erkelsdorf, Ernhüll, Etzelwang, Fichtenhof (Gemeinde Neukirchen), Lehendorf, Neidstein, Penzenhof, Schnellersdorf und Tabernackel.

## Geografische Lage

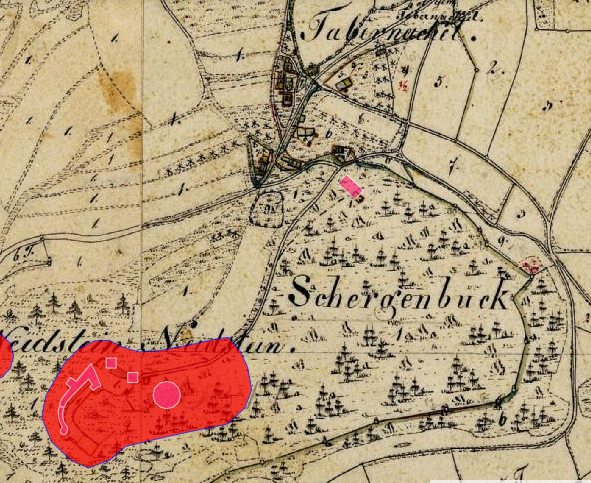
Lageplan von Burg und Schloss Neidstein auf dem Urkataster von Bayern

Das Schloss Neidstein steht im Naturpark Fränkische Schweiz-Veldensteiner Forst auf einem Sporn des Schlossbergs (auch Schergenbuck genannt; 527,5 m ü. NN), der sich südlich des Etzelwanger Ortsteils Tabernackel erhebt. Mit seinen 165 ha Wald und Wiesen ist es heute Teil des 17,78 ha großen und 1973 gegründeten Naturschutzgebiets Schergenbuck mit Schloß Neidstein (NSG-Nr. 82519).
Oberhalb des Schlosses liegt auf dem Berggipfel eine Burgruine, von der nur geringe Reste vorhanden sind: die ehemalige Burg Neidstein.

## Geschichte

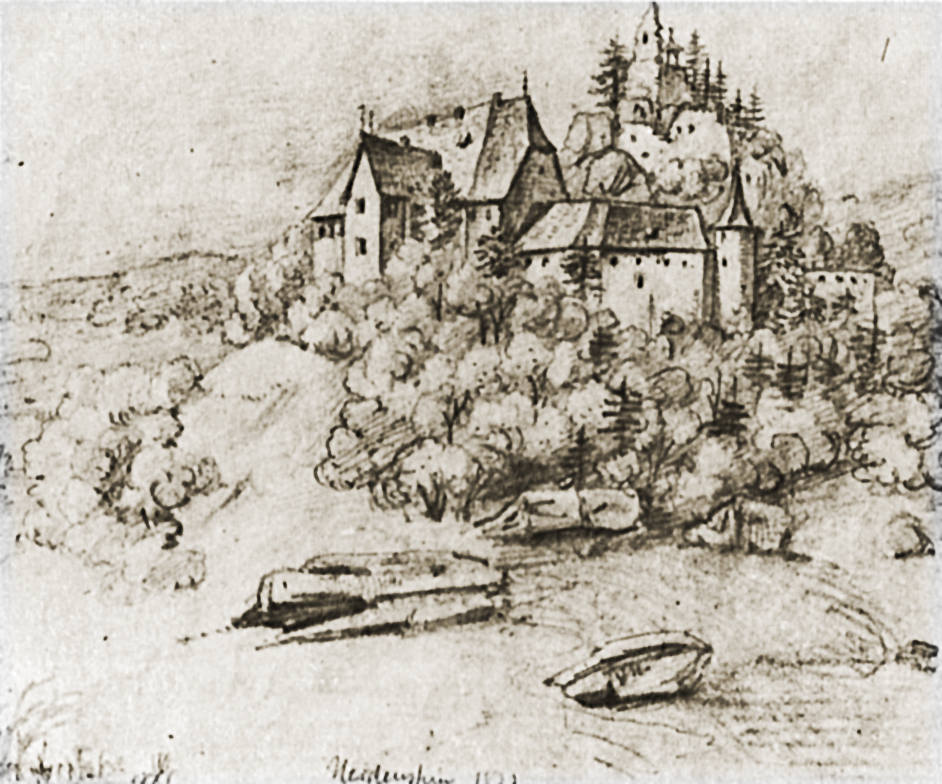
Schloss Neidstein in einer Bleistiftzeichnung von 1832

### Geschichte bis ins 20. Jahrhundert
1119 wird ein Neipert Nitstein als Ministeriale der Grafen von Sulzbach genannt. 1240 und 1243 erscheint Rupertus de Nietstein als Reichsministeriale. Nach dem Aussterben der Herren von Neidstein wohl am Ende des 13. Jahrhunderts gelangte die Burg in die Hände anderer Adelsgeschlechter, 1326 an Ludwig den Bayern. Die Wittelsbacher verpfändeten sie an Adelsfamilien. Am 10. Februar 1466 verpfändete Herzog Ludwig die Burg an Hans von Brandt (Prantner). Die Wiedereinlösung gegen 1500 Gulden erfolgte nie, Neidstein blieb ein Mannlehen derer von Brand(t), die bis zu dessen Verkauf 2006 ununterbrochen Eigentümer des Schlosses waren. An sie erinnern die brennenden Äste im Gemeindewappen von Etzelwang.
Das neue Schloss – ein langgestreckter Trakt mit östlichem Torbau und einem Rundturm im Westen – wurde von Jobst von Brand(t) errichtet und 1513 fertiggestellt.
Das heutige Aussehen, insbesondere die Staffelgiebel, verdankt das Schloss einer Umgestaltung zwischen 1855 und 1860. Die Reliefs mit den Themen des Alten Testaments, die sich an einer Wand des Schlosses befinden, stammen von Georg Schweiger (17. Jh.) aus Amberg. Dem lächelnden Bildnis des Künstlers sind folgende Verszeilen beigegeben:
Mein Kunst wird offt gefochten an

Halt mich zu Gott, der helffen kan

Und arbeit fröhlich in meim Hauß

Diss lacht im der zum fenster auß.

G. S. 1601

### Jüngere Geschichte
Bis zu seinem Tod Juli 1973 war das Schloss durch Philipp Theodor Freiherr von Brand, in der Nachkriegszeit Protokollchef der Bayerischen Staatskanzlei, bewohnt, der mehrere Veröffentlichungen zum Schloss vorlegte. Sein vor den Nationalsozialisten 1933 in die USA geflohener Bruder, der Wissenschaftler Theodor von Brand, erbte das Schloss und besuchte es regelmäßig, bis er 1978 verstarb. Dessen Sohn Theodor Philipp Rudolf Freiherr von Brand, amerikanischer Bundesrichter, verstarb im März 2004.
Seine Kinder verkauften das Schloss, das bis dahin seit 1466 im Familienbesitz war, laut Pressemeldung für zwei Millionen Euro am 19. Juli 2006 an den Hollywood-Schauspieler und Oscar-Preisträger Nicolas Cage.
Das Schloss hat auf 900 Quadratmetern Wohnfläche 28 Räume, deren Ausstattung nicht von Cage übernommen wurde. Einige Inventarteile gingen zu den Erben nach Virginia, der Rest kam beim Auktionshaus Neumeister zur Auktion, dabei unter anderem eine Brüsseler Tapisserie aus der Mitte des 16. Jahrhunderts, ein Geschenk der Wittelsbacher an die Familie von Brand, für die 30.000 Euro erzielt wurden. Ein Verkauf der ebenfalls zum Inventar gehörenden gotischen Skulpturen  wurde bislang nicht bekannt.
Der Verbleib der wertvollen Schlossbibliothek blieb unmittelbar nach dem Verkauf offen, bis im Oktober 2006 in der Frankfurter Allgemeinen Zeitung angekündigt wurde, dass ein erstes Los schöngeistiger Bücher in München bei Hartung & Hartung in Auktionen vom 7. bis 9. November 2006 zum Verkauf komme. Schon kurz nach Abschluss der Auktion tauchten einige dieser Bücher in den Online-Angeboten von Antiquariaten auf, in denen zum Teil die dreifache Summe des bei der Auktion erzielten Preises gefordert wurde. Als sicher gilt, dass die Neidstein-Bibliothek damit als Ganzes verloren ist.
Kritiker von Schlossauktionen weisen immer wieder darauf hin, dass historische Innenausstattungen, die gemeinsam mit dem Baudenkmal ein schützenswertes Ensemble von Denkmalwert darstellen, der Forschung auf diese Weise verloren gehen.
Im Schloss war bis zu dessen Verkauf das bis ins 16. Jahrhundert zurückreichende Schlossarchiv untergebracht, das aus einem Herrschafts- und Gutsarchiv sowie dem Familienarchiv der Brand (insgesamt etwa 17 laufende Meter) besteht. Im Jahr 1796 sollen bei einem Durchzug der Franzosen große Teile daraus den Pferden vorgestreut worden sein. Seit Anfang Juli 2006 befindet es sich als Depositum im Staatsarchiv Amberg.
Im März 2009 verkaufte Cage das Schloss an den Amberger Rechtsanwalt Konrad Wilfurth, der das Schloss für die Nutzung als Tagungsstätte renovierte. Im August 2015 teilte das Fraunhofer-Institut für Umwelt-, Sicherheits- und Energietechnik mit, das Schloss ab November 2015 für Veranstaltungen zu unterschiedlichen Forschungsthemen nutzen zu wollen.